# Bong gaa Ding Ding Don
Bong gaa Ding Ding Don (綁架丁丁當S), noto anche con il titolo internazionale Kidnap Ding Ding Don, è un film del 2016 scritto e diretto da Wilson Chin.

## Trama
Don Li si sveglia coperto di sangue con accanto una ragazza completamente legata, Ding Ding; se il giovane non ha alcun ricordo delle ore precedenti, Ding Ding afferma che lui l'ha rapita.